# Moldávia nos Jogos Olímpicos de Verão de 2012
A Moldávia competiu nos Jogos Olímpicos de Verão de 2012, que aconteceram na cidade de Londres, no Reino Unido, de 27 de julho até 12 de agosto de 2012.

## Medalhas
| Atleta          | Esporte        | Evento              | Medalha |
| --------------- | -------------- | ------------------- | ------- |
| Anatolie Cîrîcu | Halterofilismo | Até 94 kg masculino | Bronze  |
| Cristina Iovu   | Halterofilismo | Até 53 kg feminino  | Bronze  |

## Desempenho

### Atletismo
Os atletas da Moldávia até agora alcançaram índices de classificação nos seguintes eventos (máximo de três atletas por índice A e um por índice B):
Eventos com dois atletas classificados por índice A:
- Arremesso de martelo feminino

Eventos com um atleta classificado por índice A:
- Maratona masculina
- Lançamento de peso masculino

Eventos com um atleta classificado por índice B:
- 3000 m com obstáculos
- Arremesso de disco masculino
- Maratona feminina

### Halterofilismo
Masculino
| Atleta          | Evento | Arranque (kg) | Arremesso (kg) | Total (kg) | Posição           |
| --------------- | ------ | ------------- | -------------- | ---------- | ----------------- |
| Anatolie Cîrîcu | -94kg  | 181,0         | 226,0          | 407,0      | Medalha de bronze |

Feminino
| Atleta        | Evento | Arranque (kg) | Arremesso (kg) | Total (kg) | Posição           |
| ------------- | ------ | ------------- | -------------- | ---------- | ----------------- |
| Cristina Iovu | -53kg  | 99,0          | 120,0          | 219,0      | Medalha de bronze |

### Natação
Feminino
| Atletas        | Evento      | Eliminatórias | Eliminatórias | Semifinal   | Semifinal   | Final       | Final       |
| Atletas        | Evento      | Tempo         | Posição       | Tempo       | Posição     | Tempo       | Posição     |
| -------------- | ----------- | ------------- | ------------- | ----------- | ----------- | ----------- | ----------- |
| Tatiana Chisca | 100 m peito | 1min13s30     | 40º           | Não avançou | Não avançou | Não avançou | Não avançou |

### Tiro
Feminino
| Atleta           | Evento                | Qualificação | Qualificação | Final       | Final       | Posição |
| Atleta           | Evento                | Placar       | Posição      | Placar      | Total       | Posição |
| ---------------- | --------------------- | ------------ | ------------ | ----------- | ----------- | ------- |
| Marina Zgurscaia | Pistola de ar de 10 m | 377          | 29º          | Não avançou | Não avançou | 29º     |

### Tiro com arco
| Atleta    | Prova                | Rodada de classificação | Rodada de classificação | Ronda dos 64                                   | Ronda dos 32                      | Ronda dos 16                      | Quartos-finais         | Semifinais             | Final                  | Final       |
| Atleta    | Prova                | Placar                  | Pos.                    | Adversário e resultado                         | Adversário e resultado            | Adversário e resultado            | Adversário e resultado | Adversário e resultado | Adversário e resultado | Pos.        |
| --------- | -------------------- | ----------------------- | ----------------------- | ---------------------------------------------- | --------------------------------- | --------------------------------- | ---------------------- | ---------------------- | ---------------------- | ----------- |
| Dan Olaru | Individual masculino | 654                     | 47º                     | USA J. Kaminski V 0-2, 0-2, 1-1, 2-0, 2-0, 1-0 | GBR S. Terry V 2-0, 2-0, 1-1, 2-0 | KOR B-M. Kim D 0-2, 0-2, 1-1, 0-2 | Não avançou            | Não avançou            | Não avançou            | Não avançou |